# Stubersheimer Alb
Die Stubersheimer Alb ist eine Teillandschaft der östlichen Schwäbischen Alb. Sie wurde im 19. Jahrhundert auch als Geislinger Alb bezeichnet. 
Sie erstreckt sich von Geislingen an der Steige im Westen bis zum Albuch im Osten. Im Süden stellt etwa die Lone die Begrenzung dar. Landschaftlich ist sie Teil der sogenannten Mittleren Kuppenalb, einer welligen, durch Trockentäler und Karstsenken geprägten Landschaft nördlich der miozänen Klifflinie. Am Westrand der Stubersheimer Alb liegt die Battenau, die größte Karstsenke der Alb, die exakt auf der europäischen Hauptwasserscheide liegt.
Benannt ist sie nach dem Ort Stubersheim, heute eine Teilgemeinde von Amstetten (Württemberg), Alb-Donau-Kreis. Im Mittelalter war hier ein Adelsgeschlecht ansässig, später wurde Stubersheim Sitz eines Amtes der Reichsstadt Ulm.